# 2. pehotna divizija (Avstro-Ogrska)
2. pehotna divizija (izvirno nemško 2. Infanterie-Division oz. nemško 2. Infanterietruppendivision) je bila pehotna divizija avstro-ogrske kopenske vojske, ki je bila aktivna med prvo svetovno vojno.

## Poveljstvo
Poveljniki (Kommandanten)
- Anton Lipošćak: avgust 1914 - januar 1915
- Karl von Langer: januar - april 1915
- Anton Lipošćak: maj - junij 1915
- Edmund von Sellner: junij 1915 - junij 1916
- Eduard Jemrich von der Bresche: junij 1915 - november 1918

## Organizacija
Maj 1941
- 3. pehotna brigada
- 4. pehotna brigada
- 29. poljskotopniški polk
- 30. poljskohavbični polk

Maj 1918
- 3. pehotna brigada:

- 110. pehotni polk
- 4. poljskolovski bataljon
- 29. poljskolovski bataljon

- 4. pehotna brigada:

- 40. pehotni polk
- 95. pehotni polk

- 2. jurišni bataljon
- 2. poljskoartilerijska brigada
- 5. eskadron, 3. reitende Schützen-Regiment
- 1. četa, 2. saperski bataljon